# 穆斯林學者列表
研究伊斯蘭教的學者包括穆斯林及非穆斯林，他們集中於伊斯蘭研究的某一領域或多個領域。「伊斯蘭研究」是一個雨傘術語，用於所有與伊斯蘭教相關的研究，與伊斯蘭知識、伊斯蘭教的外緣研究及伊斯蘭文化相關。本條目收錄了伊斯蘭學者及研究伊斯蘭教的學者。
- 1900年以後的現代穆斯林學者會收錄在內。
- 製作了可觀數量的伊斯蘭教學術性著作或視聽媒體者會被視為穆斯林學者。
- 以作者身分發表的重要公開講話紀錄不被自動確認為穆斯林學者。
- 伊斯蘭的阿訇、傳道者、教育家、改革者及作者會被列入「作者」一節。
- 如欲查詢更早期的穆斯林學者，請查閱其他列表。
- 穆斯林學者會以國家或地區區分，那些學者一生裡的大部分時間都在那些地區。
- 所列出的穆斯林學者輔以背景及成就簡介。
- 如欲查詢關於這些穆斯林學者的詳細資料，請點擊進入個別穆斯林學者的頁面。

## 北美
- 哈姆札·優素福·漢森（Hamza Yusuf Hanson，1960年－）：具有魅力的公開演講者，他在1977年皈依伊斯蘭教後專注於研究穆斯林世界的伊斯蘭教及阿拉伯人。他在加利福尼亞州成立了栽突那協會（Zaytuna Institute），以實踐他那伊斯蘭科學復興的觀點。
- 阿布·阿米那·比拉爾·菲利浦斯（Abu Ameenah Bilal Philips，1952年－）：生於牙買加的菲利浦斯在皈依伊斯蘭教移居到加拿大，多年來在沙地阿拉伯、菲律賓、英國及阿聯酋研究及傳道。他又是電視著名人物、書籍及視聽資料的多產作者。
- 扎伊德·沙基爾（Zaid Shakir，1956年－）：與哈姆札·優素福·漢森的關係密切，同樣於1977年皈依伊斯蘭教，此後的七年都在敍利亞從事研究，現今加入了加州的栽突那協會。
- 努赫·哈·米姆·凱勒（Nuh Ha Mim Keller，1954年－）：古典伊斯蘭書籍的譯者，伊斯蘭法律的專家。努赫是得到蘇非主義教團沙德希里（Shadhili）認可的謝赫，現居約旦安曼。
- 謝爾曼·傑克遜（Sherman Jackson）：安娜堡密歇根大學的近東研究亞瑟瑟諾教授、法律客座教授及非裔美國人研究教授。
- 拉蕾·梅勒·巴赫蒂亞爾（Laleh Mehree Bakhtiar，1938年－）：芝加哥的伊朗裔美國人，是一位大量古典著作的譯者，包括《莊嚴古蘭經》，這是古蘭經的英譯著作。
- 英格麗·馬特森（Ingrid Mattson，1963年－）：加拿大籍穆斯林皈依者，他擁有芝加哥大學伊斯蘭研究博士學位。她在2001年被選為北美伊斯蘭協會的主席，到2006年她成為了該組織的第一位女主席。
- 賈邁勒·巴達維（Jamal Badawi）：出生於埃及的巴達維長期於加拿大哈利法克斯新斯科舍聖瑪莉大學擔任教授。他是伊斯蘭教及穆斯林方面的著名作者、活躍份子、傳道者及講者，曾經研究及主演一套關於伊斯蘭教的電視連續劇。
- 賽義德·侯賽因·納斯爾（Seyyed Hossein Nasr）
- 賈馬爾丁·米薩拉沃索（Jamaal al-Din M. Zarabozo，1960年－）
- 塔哈·賈比爾·阿勒瓦尼（Taha Jabir Alalwani，1935年－）
- 艾哈邁德·庫提（Ahmad Kutty，1946年－）
- 瓦埃勒·哈拉格（Wael Hallaq，1955年－）
- 傑拉爾德·樓德開瑞（F. Dirks，1950年－）
- 阿布·阿馬爾·亞西爾·卡迪（Abu Ammaar Yasir Qadhi，1975年－）

## 英國
- 艾哈邁德·湯姆森（Ahmad Thomson）：生於羅德尼亞的英國大律師及穆斯林皈依者。他是英國伊斯蘭教知名度甚高的公眾人物，著作了多部作品。
- 阿卜杜卡迪爾·蘇菲（Abdalqadir as-Sufi，1930年－）：蘇格蘭人、達爾卡維－沙茲里－卡迪里蘇非教團的領袖、具有影響力的穆拉比頓運動（Murabitun）的創始人及大量伊斯蘭教、蘇非主義及政治理論書籍的作者。
- 阿卜杜勒·哈基姆·穆拉德（Abdal Hakim Murad）：知名的英國伊斯蘭教皈依者。他是劍橋大學神學院伊斯蘭研究的講師，著有多本古典譯作。
- 馬默杜克·皮克索爾（Marmaduke Pickthall，1875年－1936年）：英國的伊斯蘭教皈依者、小說家及東方學者。《榮耀古蘭經的義理》（The Meaning of the Glorious Koran）是他的著名譯作。
- 馬丁·林斯（Martin Lings）

## 西歐
- 穆罕默德·阿薩德（Muhammad Asad，1900年－1992年）：德國籍猶太教徒及記者，後來成為駐中東記者。他在後來改信伊斯蘭教，著作了多部作品，包括受到高度重視的古蘭經譯本。
- 伊凡·阿古艾力（Ivan Aguéli，1869年－1917年）：出生於瑞典，沙德希里蘇非教團的一員，周遊各地。
- 弗里斯約夫·斯楚翁（Frithjof Schuon，1907年－1998年）
- 塔里克·塞得·賴買丹（Tariq Said Ramadan，1962年－）
- 穆拉德·威爾弗里德·霍夫曼（Murad Wilfried Hofmann，1931年）

## 漢志（沙地阿拉伯、也門、科威特、海灣國家）
- 阿卜杜·阿齊茲·伊本·阿卜杜拉·伊本·巴茲（Abd al-Aziz ibn Abd Allah ibn Baaz，1910年－1999年）
- 穆罕默德·伊本·奧西敏（Muhammad ibn al Uthaymeen，1921年－2001年）
- 優素福·卡拉達維（Yusuf al-Qaradawi，1926年－）
- 穆罕默德·穆赫辛汗（Muhammad Muhsin Khan，1927年－）
- 薩菲-烏爾-拉赫曼·穆巴拉克普里（Safi-ur-Rahman Al-Mubarakpuri）

## 埃及、伊拉克、敍利亞、黎巴嫩、約旦、巴勒斯坦
- 賽義德·庫特卜（Sayyid Qutb，1906年－1996年）
- 哈桑·巴納（Hassan al-Banna，1906年－1949年）
- 穆罕默德·拉希德·里達（Muhammad Rashid Rida，1865年－1935年）
- 穆罕默德·賽義德·坦塔維（Muhammad Sayyid Tantawy，1928年－）
- 馬哈茂德·沙爾圖特（Mahmud Shaltut，1893年－1963年）
- 阿卜杜·哈米德·基斯格（Abd al-Hamid Kishk，1933年－1996年）
- 穆罕默德·安薩里（Mohammed al-Ghazali，1917年－1996年）
- 歐麥爾·蘇萊曼·艾什蓋爾（Umar Sulayman al-Ashqar）
- 穆罕默德·納西爾丁·奧白尼（Muhammad Nasiruddin al-Albani，1941年－1999年）
- 阿卜杜勒-哈利姆·馬哈茂德（Abdel-Halim Mahmoud，1910年－1978年）
- 塔居丁·納卜哈尼（Taqiuddin al-Nabhani，1909年－1977年）
- 賈布里勒·哈達德（Gibril Haddad，1960年－）

## 土耳其、阿爾巴尼亞、波斯尼亞
- 赛义德·努尔西（Said Nursî，1878年－1960年）
- 法土拉·葛蘭（Fethullah Gülen，1941年－）
- 艾德南·奧克塔（Adnan Oktar，1956年－）

## 西非及北非
- 哈桑·阿卜杜拉·圖拉比（Hassan 'Abd Allah al-Turabi，1932年－）
- 阿卜杜拉·本·馬赫福茲·伊本·拜耶（Abdallah bin Mahfudh ibn Bayyah，1935年－）
- 穆罕默德·塔基丁·希拉利（Muhammad Taqi-ud-Din al-Hilali）

## 伊朗、阿富汗、中亞
- 魯赫拉·穆薩維·霍梅尼（Ruhollah Mousavi Khomeini，1902年－1989年）
- 阿里·西斯塔尼（Ali al-Sistani，1930年－）
- 阿里·沙里阿提（Ali Shariati，1933年－1977年）

## 次大陸（印度、巴基斯坦、孟加拉）
- 賽義德·阿布·阿拉·毛杜迪（Syed Abul A'ala Maududi，1903年－1979年）
- 艾敏·阿赫桑·伊斯拉希（Amin Ahsan Islahi，1904年－1997年）
- 穆罕默德·塔基·奧斯曼尼（Muhammad Taqi Usmani，1943年－）
- 穆罕默德·塔希爾·卡德里（Muhammad Tahir ul-Qadri，1951年－）
- 穆罕默德·哈米杜拉（Muhammad Hamidullah，1908年－2002年）
- 伊斯拉爾·艾哈邁德（Israr Ahmed，1932年－）
- 毛拉·瓦希德丁汗（Maulana Wahiduddin Khan，1925年－）
- 毛拉·阿什拉夫·阿里·丹維（Maulana Ashraf Ali Thanvi，1863年－1943年）
- 扎法爾·伊沙克·安薩里（Zafar Ishaq Ansari，1932年－）
- 穆罕默德·伊勒亞斯·坎季拉維（Muhammad Ilyas al-Kandhlawi，1885年－1944年）
- 格朗·阿亞圖拉·阿拉馬·謝赫·穆罕默德·侯賽因·納傑菲（Grand Ayatollah Muhammad Hussain Najafi，1932年—）
- 費爾哈特·哈什米（Farhat Hashmi）
- 賽義德·阿布·哈桑·阿里·哈薩尼·拿德（Syed Abul Hasan Ali Hasani Nadwi，1913年－1999年）
- 阿布·卡拉姆·毛希丁·艾哈邁德（Abul Kalam Muhiyuddin Ahmed，1888年－1958年）
- 阿拉馬·馬什里奇（Allama Mashriqi，1888年－1963年）
- 胡爾希德·艾哈邁德（Khurshid Ahmad，1932年－）
- 希布里·諾曼尼（Shibli Nomani，1857年－1914年）
- 阿拉馬·古拉姆·艾哈邁德·帕維斯（Allama Ghulam Ahmad Parwez，1903年－1985年）
- 古拉姆·阿扎姆（Ghulam Azam，1922年）
- 阿卜杜·哈米德·西迪基（Abd-al-Hamid Siddiqui）
- 穆蒂·拉赫曼·尼扎米（Motiur Rahman Nizami，1943年－2016年）
- 阿布巴卡尔·阿曼尼 (Aboobacker Amani - أبوبكر أماني)
- 阿拉玛苏丹赵克纳德韦 (Allama Sultan Zauq Nadvi, 1939年)
- 阿兹祖尔哈克 (Azizul Haque, 1919年 - 2012年8月8日)

## 遠東
- 侯賽因·伊（Hussein Ye，1950年－）
- 馬堅（1906年－1978年）

## 其他
| - 謝里夫丁·哈里法（Sharifuddin Khalifa） - 罗杰·加洛蒂（Roger Garaudy） - 哈姆札·優素福·漢森（Hamza Yusuf Hanson） - 侯賽因·伊（Hussein Ye） - 伊凡·阿古艾力（Ivan Aguéli） - 謝爾曼·傑克遜（Sherman Jackson） - 馬默杜克·皮克索爾（Marmaduke Pickthall） - 努赫·哈·米姆·凱勒（Nuh Ha Mim Keller） - 弗里斯約夫·斯楚翁（Frithjof Schuon） - 提摩西·溫特（Timothy Winter） - 阿布·阿米那·比拉爾·菲利浦斯（Abu Ameenah Bilal Philips） - 扎伊德·沙基爾（Zaid Shakir） - 穆罕默德·阿薩德（Muhammad Asad） - 馬丁·林斯（Martin Lings） - 賈布里勒·哈達德（Gibril Haddad） - 艾哈邁德·湯姆森（Ahmad Thomson） - 阿卜杜卡迪爾·蘇菲（Abdalqadir as-Sufi） - 维斯塔·卡德罗夫（Visita Kadyrov） - 阿里-维亚切斯拉夫·波洛辛（Ali Vyacheslav Polosin） | - 拉蕾·梅勒·巴赫蒂亞爾（Laleh Mehree Bakhtiar） - 英格麗·馬特森（Ingrid Mattson） - 費爾哈特·哈什米（Farhat Hashmi） | - 優素福·埃斯蒂斯（Yusuf Estes） - 邁克爾·沃爾費（Michael Wolfe） - 傑弗里·朗（Jeffrey Lang） - 宰納白·安薩里（Zainab al Ghazali） - 優素福·伊斯蘭（Yusuf Islam） - 托馬斯·麥克爾韋恩（Thomas McElwain） - 西拉傑·瓦哈基（Siraj Wahhaj） - 阿卜杜勒·馬利克·穆賈希德（Abdul Malik Mujahid） - 賈韋德·艾哈邁德·加米迪（Javed Ahmad Ghamidi） - 阿卜杜拉·優素福·阿扎姆（Abdullah Yusuf Azzam） - 艾哈邁迪·侯賽因·迪達特（Ahmed Hussein Deedat） - 札基爾·阿卜杜勒·卡里姆·奈克（Zakir Abdul Karim Naik） - 穆罕默德·本·賈米勒·芝諾（Muhammad bin Jamil Zeno） |